# 南流乡
南流乡，是中华人民共和国河北省石家庄市无极县下辖的一个乡镇级行政单位。

## 行政区划
南流乡下辖以下地区：
东南流村、西南流村、江仁村、固现村、东宋村、西宋村、小东郎村、大中郎村、呈现村、大召村、彭村和俱佑村。